# Pícea de Sèrbia
La pícea de Sèrbia (Picea omorika) (en serbi: панчићева оморика, pančićeva omorika) és una espècie de conífera de la família Pinaceae. És un endemisme de la vall del riu Drina a l'oest de Sèrbia i l'est de Bòsnia i Hercegovina prop de Višegrad. Ocupa una àrea total de només 60 ha, entre els 800 i els 1.600 m d'altitud.
Aquesta pícea va ser descoberta prop de la vila de Zaovine en la muntanya Tara el 1875, i va rebre el nom per part del botànic serbi Josif Pančić; L'epítet omorika és el nom serbi per a designar aquest arbre.

## Característiques

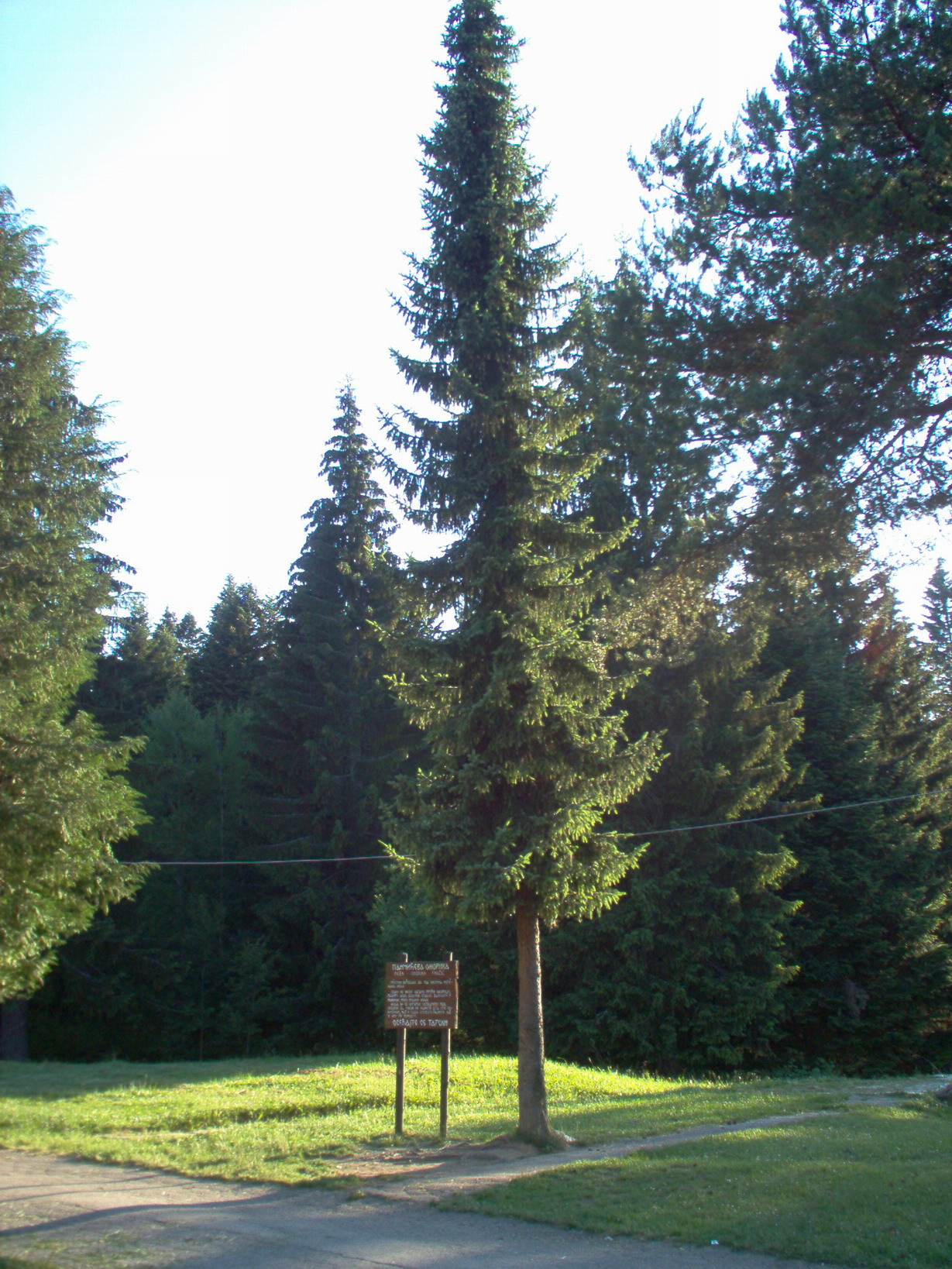
Pícea de Sèrbia en el seu hàbitat natural, s'aprecia la capçada molt prima.

Arbre de fulla persistent que arriba a fer de 20 a 35 m d'alt, de vegades 40 m. Les fulles són aciculars de 10 a 20 mm de llarg, aplanades en secció transversal, blau blanquinós a sota.

## Cultiu i usos
És de gran importància en jardineria com a arbre ornamental, pot créixer en un marge ampli de sòls fins i tot en els alcalins o els àcids. També es planta per a obtenir fusta i paper.
Abans de l'edat de gel del Plistocè aquesta Pícea ocupava una àrea molt més extensa ocupant gran part d'Europa.